# Pregón (revista)
Pregón fue una revista gráfica cultural publicada en Pamplona desde 1943 hasta 1979. Publicó un total de 135 números con una regularidad variable que se normalizó en trimestral durante gran parte del tiempo de vida (abril, julio, octubre y diciembre) que se vio truncada durante los últimos años que pasó a ser anual. Tras un período de inactividad, retornó en 1993 como Pregón Siglo XXI.

## Historia
En principio la revista se llamaría Iruña pero la censura no lo aceptó. El fundador de la revista fue Pregón Peña, fue Faustino Corella Estella junto a José María Iribarren e Ignacio Baleztena. El objetivo principal era difundir y proclamar los asuntos de Navarra. En 1993, un nuevo grupo vuelve a publicar la revista, con el título de Pregón Siglo XXI, hasta 2013. Desde 2016, se publica tanto en papel como digitalmente. Casi todo aparecía en español aunque hay algún número que también incluía artículos en vasco y francés.
Hubo dos intentos anteriores de grupos similares:
- Vida Navarra, 1940.
- Marzo de 1941.

## Contenido
En general, temas culturales, sociales, literarios y artísticos relacionados con Navarra dando relevancia a las ilustraciones y fotografías de figuras como Nicolás Ardanaz, Pedro Lozano de Sotés o Francis Bartolozzi. 

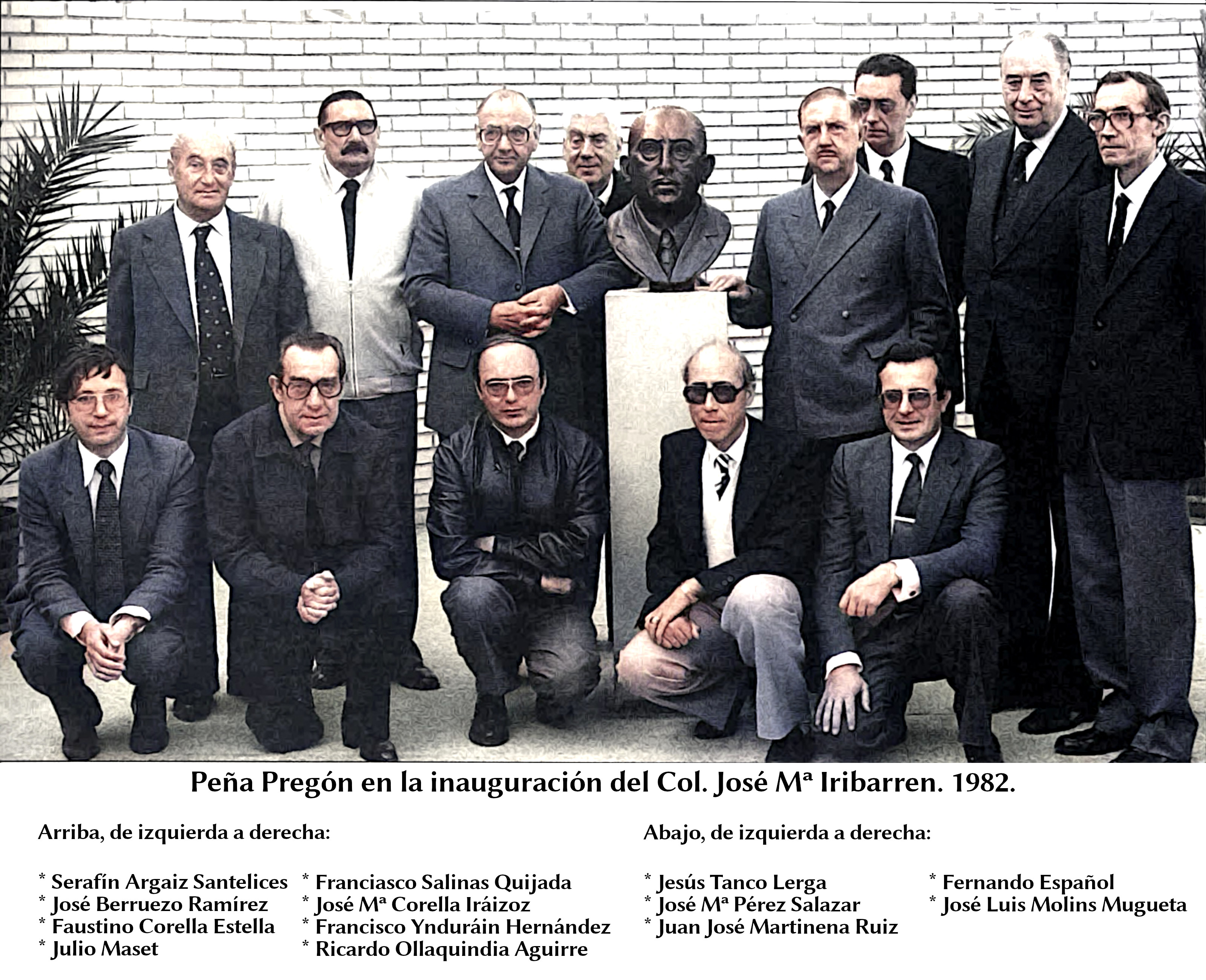
La Peña Pregón en la inauguración del Colegio José Mª Iribarren (Pamplona, 1982).

## Colaboradores habituales
Durante los primeros años, se pueden encontrar los grandes nombres de la cultura navarra del momento sin que falte firmas de autores de otros lugares:
- José Díaz Jácome
- Faustino Corella Estella
- Ignacio Baleztena Ascárate[7]
- José María Iribarren Rodríguez[8]
- Eladio Esparza Aguinaga
- Fermín Mugueta
- José Ramón Castro Álava
- José de Arteche Aramburu
- José Aguerre Santesteban
- Gustavo de Maeztu[9]
- Victoriano Juaristi
- Florencio Idoate Iragui
- José Berruezo Ramírez
- José María Iraburu Mathieu ("José María de Luzaide")
- Manuel Iribarren Paternáin[10]
- José María Pérez Salazar
- Ángel María Pascual
- José Cabezudo Astráin[11]
- Pilar de Cuadra
- Juan Bautista Bertrán
- Pedro García Merino[12]
- Javier Martinena
- José Joaquín Arazuri
- Joaquín Roa
- Francisco Salinas Quijada.
- María Blanca Ferrer García
- José Berruezo Ramírez[13]
- Vicente Galbete
- Dolores Baleztena Ascárate[14]
- Sylvia Baleztena Ascárate[15]
- Baltasar Soteras Elía[16]
- Nicolás Ardanaz
- Juan José Martinena Ruiz

De las firmas habituales en verso:
- Jesús Górriz Lerga
- Ángel Urrutia Iturbe
- Víctor Manuel Arbeloa